# In diebus illis
In diebus illis è un'espressione tardo-latina usata nei Vangeli, dal significato letterale: "in quei giorni".
Tale espressione, come anche in illo tempore ("in quel tempo"), cominciava spesso i brani del Vangelo declamati durante la Messa in latino. È inoltre l'origine della parola scherzosa busillis.
Ambedue le formule, comunque, non appartengono al latino classico, in cui l'indicazione temporale si esprime con l'ablativo semplice.